# Archón
Archón (řecky: άρχων, mn. č.. άρχοντες, 2. pád archonta) je řecké slovo, jehož význam je „vládce, vládnoucí (občan), nadřízený“, které je často užíváno jako titul specifického veřejného úřadu. Jedná se o zpodstatnělé příčestí přítomné ze základu αρχ-, který je odvozený ze stejného kořene arch (latinské arci, např.: arcibiskup) jako hierarchie, archanděl či monarcha.

## Ve starověkém Řecku
V raném období starověkého Řecka byli čelní úředníci různých městských států nazýváni archonty. Slovo bylo používáno během celé řecké minulosti a v obecnějším významu pro označení osob v čele různých spolků apod. nebo i úředníků římské správy.
V Athénách se vyvinul systém devíti archontů, z nichž tři měli meze sebou rozdělenou dřívější královskou moc.  Nazývali se archón epónymos, archón polémarchos, a archón basileos. Původně byli voleni z řad aristokracie každých deset let. Během tohoto období byl Archón Eponymos zodpovědný za civilní správu města, Polémarchos byl velitelem armády a Archón Basileos zodpovídal za veřejné náboženské obřady. Po roce 683 př. n. l. byli archonté voleni již pouze na jeden rok a tento rok byl nazýván po Archontu Eponymovi. Po roce 487 př. n. l. začal být úřad přístupný losem každému občanovi Athén, následkem čehož poklesl význam archontů – Polémarchovi byla odebráno velení nad armádou ve prospěch stratégů – generálů a dále zastával pouze drobné náboženské úkoly, Archón Epónymos byl nadále titulární hlavou athénského státu, ale s omezenými pravomocemi. Archónům při jejich službě asistovali pomocníci nazývaní thesmosthéti. Po roce 457 př. n. l. se bývalí archonté automaticky stávali doživotními členy Areopagu, avšak ani toto shromáždění nemělo v té době významné politické postavení.

## Gnosticismus
Archón je i v gnostických herezích označení Yaldabaotha a jeho sedmi pomocníků vládnoucích společně našemu materiálnímu světu. 
První z nich (Yaldabaoth) byl stvořen, když bohyně Sofia se pokusila zplodit potomka bez souhlasu jejího partnera. Yaldabaoth se jako zkažené stvoření prohlásil za Boha, za což byl vyvržen z nebes. Jelikož je i přes své přesvědčení slabý, jeho stvoření - náš vesmír - je pouhý neperfektní odraz nebes v prostoru chaosu. Aby zvládl vládnout všemu pozemskému stvořil si sedm služebníků.
Všichni archóni jsou androgynní bytosti humanoidní postavy se zvířecí hlavou. Sdílí Yaldabaothovu aroganci, ignoranci a závist k moci skutečného Boha. Jako lidé mají primitivní touhy a vyjadřují určitou neřest.
Poté, co Adam a Eva pozřeli ze stromu poznání dobrého a zlého, vládci je z Rajské zahrady vyhnali. Chtějí abychom byli zaslepeni pozemskými touhami a ignorovali svatou část uvnitř naší duše. Gnostici se ji snaží kultivovat a hledat gnózi - svaté vědění - aby se vymanili z jejich vlivu a jejich duše mohla odejít do nebes. 

## Zajímavosti
Na osmibitovém počítači Atari existovala v devadesátých letech 20. století strategická desková hra Archon.
Archon je i jméno jednotky v sérii her StarCraft. V prvním díle jsou dva druhy archonů – temný a vysoký, přičemž je lze získat sloučením dvou temných, respektive vysokých, templářů. Ve druhém díle pak je jen jeden druh pro všechny kombinace templářů. Je to silná, ale drahá jednotka s plošným útokem a možností útočit na pozemní i letecké jednotky.
Ve hře Might & Magic Heroes VI se pak také vyskytuje archón Belketh, který býval andělem, ale podařilo se mu s pomocí černé magie vstát z mrtvých. Je zakladatelem nekromancie a nemrtvého řádu.
Archóni se také vyskytují v hexalogii Tajemství nesmrtelného Nikolase Flamela, kde ztělesňují vyhynulé zlé předchůdce bohů.